# آرثر إل. ترو
آرثر إل. ترو هو سياسي أمريكي، ولد في 14 مايو 1874 في بنسيلفانيا في الولايات المتحدة، وتوفي في 27 مايو 1952 في سبوكين في الولايات المتحدة. نشط حزبياً في الحزب الجمهوري. وقد انتخب عضو مجلس نواب واشنطن ‏.